# Шорт-трек на зимних Всемирных военных играх 2010
Соревнования по шорт-треку на зимних Всемирных военных играх 2010 года прошли с 23 по 24 марта в коммуне Курмайёр в регионе Валле-д’Аоста. Были разыграны 4 комплекта наград: по 2 у мужчин и у женщин в беге на 500 и 1500 метров.

## Медальный зачёт
| Позиция | Страна   | Золото | Серебро | Бронза | Общее число медалей |
| ------- | -------- | ------ | ------- | ------ | ------------------- |
| 1       | Китай    | 3      | 4       | 0      | 7                   |
| 2       | Болгария | 1      | 0       | 0      | 1                   |
| 3       | Австрия  | 0      | 0       | 2      | 2                   |
| 4       | Германия | 0      | 0       | 1      | 1                   |
| 4       | Италия   | 0      | 0       | 1      | 1                   |

## Соревнования мужчин

### 500 метров
Дата: 23 марта 2010

#### Отборочные забеги
| Место | Национальность | Спортсмен        | Время    |
| ----- | -------------- | ---------------- | -------- |
| 1     | Китай          | Цуй Лян          | 43,305 Q |
| 2     | Украина        | Сергей Лифиренко | 43,638 Q |
| 3     | Австрия        | Андре Пулец      | 45,014 q |
| 4     | Германия       | Кристоф Мильц    | 45,087   |

| Место | Национальность | Спортсмен       | Время    |
| ----- | -------------- | --------------- | -------- |
| 1     | Китай          | Сон Вэйлун      | 44,337 Q |
| 2     | Германия       | Торстен Крёгер  | 45,068 Q |
| 3     | Украина        | Андрей Кожух    | 45,161   |
| 4     | Бельгия        | Крис Шилдерманс | 50,401   |

| Место | Национальность | Спортсмен     | Время    |
| ----- | -------------- | ------------- | -------- |
| 1     | Китай          | Не Син        | 43,266 Q |
| 2     | Италия         | Роберто Серра | 43,494 Q |
| 3     | Германия       | Ханнес Крёгер | 45,078 q |
| 4     | Украина        | Антон Симон   | 46,362   |

#### Полуфиналы
Занявшие 1-2 места проходят в финал A, остальные в финал B.
| Место | Национальность | Спортсмен        | Время    |
| ----- | -------------- | ---------------- | -------- |
| 1     | Китай          | Не Син           | 43,468 Q |
| 2     | Италия         | Роберто Серра    | 43,651 Q |
| 3     | Украина        | Сергей Лифиренко | 44,260   |
| 4     | Германия       | Ханнес Крёгер    | 57,151   |

| Место | Национальность | Спортсмен      | Время    |
| ----- | -------------- | -------------- | -------- |
| 1     | Китай          | Цуй Лян        | 43,618 Q |
| 2     | Китай          | Сон Вэйлун     | 43,700 Q |
| 3     | Австрия        | Андре Пулец    | 45,020   |
| 4     | Германия       | Торстен Крёгер | 52,454   |

#### Финал B
| Место | Национальность | Спортсмен        | Время  |
| ----- | -------------- | ---------------- | ------ |
| 1     | Украина        | Сергей Лифиренко | 44,994 |
| 2     | Австрия        | Андре Пулец      | 45,080 |
| 3     | Германия       | Торстен Крёгер   | 45,290 |
| 4     | Германия       | Ханнес Крёгер    | 47,125 |

#### Финал A
| Место | Национальность | Спортсмен     | Время  |
| ----- | -------------- | ------------- | ------ |
| 1     | Китай          | Не Син        | 43,174 |
| 2     | Китай          | Цуй Лян       | 43,201 |
| 3     | Италия         | Роберто Серра | 43,649 |
| 4     | Китай          | Сун Вейлон    | 43,716 |

### 1500 метров
Дата: 24 марта 2010

#### Полуфиналы
Занявшие 1-2 места, а также ещё двое лучших по времени проходят в финал A, остальные — в финал B.
| Место | Национальность | Спортсмен        | Время      |
| ----- | -------------- | ---------------- | ---------- |
| 1     | Китай          | Не Син           | 2:25,311 Q |
| 2     | Китай          | Сон Вэйлун       | 2:25,391 Q |
| 3     | Германия       | Кристоф Мильц    | 2:25,469 q |
| 4     | Германия       | Ханнес Крёгер    | 2:25,535   |
| 5     | Украина        | Сергей Лифиренко | 2:25,686   |
| 6     | Бельгия        | Крис Шилдерманс  | 2:32,460   |

| Место | Национальность | Спортсмен      | Время        |
| ----- | -------------- | -------------- | ------------ |
| 1     | Китай          | Цуй Лян        | 2:23,270 Q   |
| 2     | Италия         | Роберто Серра  | 2:23,581 Q   |
| 3     | Украина        | Антон Симон    | 2:23,799 q   |
| 4     | Германия       | Торстен Крёгер | 2:23,951 ADV |
| 5     | Украина        | Андрей Кожух   | 2:24,794     |
| 6     | Австрия        | Андре Пулец    | DSQ          |

#### Финал B
| Место | Национальность | Спортсмен        | Время    |
| ----- | -------------- | ---------------- | -------- |
| 1     | Германия       | Ханнес Крёгер    | 2:17,442 |
| 2     | Украина        | Сергей Лифиренко | 2:17,968 |
| 3     | Украина        | Андрей Кожух     | 2:31,836 |
| 4     | Бельгия        | Крис Шилдерманс  | 2:32,851 |

#### Финал A
| Место | Национальность | Спортсмен      | Время    |
| ----- | -------------- | -------------- | -------- |
| 1     | Китай          | Сон Вэйлун     | 2:16,214 |
| 2     | Китай          | Не Син         | 2:16,259 |
| 3     | Германия       | Торстен Крёгер | 2:17,508 |
| 4     | Германия       | Кристоф Мильц  | 2:20,413 |
| 5     | Украина        | Антон Симон    | 2:22,687 |
| 6     | Италия         | Роберто Серра  | 2:33,220 |
| 7     | Китай          | Цуй Лян        | DSQ      |

## Соревнования женщин

### 500 метров
Дата: 23 марта 2010

#### Полуфиналы
Занявшие 1-2 места проходят в финал A, остальные — в финал B.
| Место | Национальность | Спортсмен       | Время    |
| ----- | -------------- | --------------- | -------- |
| 1     | Австрия        | Вероника Виндиш | 48,617 Q |
| 2     | Китай          | Ма Шуай         | 49,067 Q |
| 3     | Китай          | Хан Сяофей      | 50,964   |
| 4     | Германия       | Сусанна Рудольф | 1:13,558 |

| Место | Национальность | Спортсмен        | Время    |
| ----- | -------------- | ---------------- | -------- |
| 1     | Китай          | Сунь Хуйжу       | 46,994 Q |
| 2     | Германия       | Кристин Прибст   | 47,140 Q |
| 3     | Болгария       | Евгения Раданова | 47,474   |
| 4     | Италия         | Катя Дзини       | 47,504   |

#### Финал B
| Место | Национальность | Спортсмен        | Время  |
| ----- | -------------- | ---------------- | ------ |
| 1     | Китай          | Хан Сяофей       | 45,872 |
| 2     | Болгария       | Евгения Раданова | 45,927 |
| 3     | Германия       | Сусанна Рудольф  | 46,103 |
| 4     | Италия         | Катя Дзини       | 47,078 |

#### Финал A
| Место | Национальность | Спортсмен       | Время  |
| ----- | -------------- | --------------- | ------ |
| 1     | Китай          | Ма Шуай         | 46,738 |
| 2     | Китай          | Сунь Хуйжу      | 46,769 |
| 3     | Австрия        | Вероника Виндиш | 46,838 |
| 4     | Германия       | Кристин Прибст  | 46,978 |

### 1500 метров
Дата: 24 марта 2010

#### Итоговые позиции
| Место | Национальность | Спортсмен        | Лучшее время |
| ----- | -------------- | ---------------- | ------------ |
| 1     | Болгария       | Евгения Раданова | 2:30,355     |
| 2     | Китай          | Сунь Хуйжу       | 2:30,421     |
| 3     | Австрия        | Вероника Виндиш  | 2:30,491     |
| 4     | Китай          | Хан Сяофей       | 2:30,758     |
| 5     | Германия       | Кристин Прибст   | 2:31,335     |
| 6     | Китай          | Ма Шуай          | 2:40,146     |
| 7     | Италия         | Катя Дзини       | 2:40,383     |
| 8     | Германия       | Сусанна Рудольф  | 2:36,521     |